# Eryphanis juruanus
Eryphanis juruanus är en fjärilsart som beskrevs av Hans Fruhstorfer 1912. Eryphanis juruanus ingår i släktet Eryphanis och familjen praktfjärilar. Inga underarter finns listade i Catalogue of Life.